# Sierra de Gata y Valle de las Pilas
Sierra de Gata y Valle de las Pilas este o arie protejată (arie de protecție specială avifaunistică — SPA) din Spania întinsă pe o suprafață de 19.108,49 ha, integral pe uscat.

## Localizare
Centrul sitului Sierra de Gata y Valle de las Pilas este situat la coordonatele 40°16′29″N 6°37′58″W / 40.2747°N 6.6328°V.

## Înființare
Situl Sierra de Gata y Valle de las Pilas a fost declarat arie de protecție specială avifaunistică în iunie 2003 pentru a proteja 5 specii de plante și 78 de specii de animale.

## Biodiversitate
Situată în ecoregiunea mediteraneană, aria protejată conține 16 habitate naturale: Iazuri temporare mediteraneene, Formațiuni montane de Cytisus purgans, Păduri de Castanea sativa, Mlaștini turboase de tranziție și turbării mișcătoare, Păduri de Quercus ilex și Quercus rotundifolia, Galerii și tufărișuri riverane sudice (Nerio-Tamaricetea și Securinegion tinctoriae), Pajiști umede mediteraneene cu ierburi înalte de Molinio-Holoschoenion, Lande oro-mediteraneene cu formațiuni endemice de grozamă, Pante stâncoase silicioase cu vegetație casmofită, Matorral arborescenți cu Juniperus spp., Păduri de stejar galițio-portugheze cu Quercus robur și Quercus pyrenaica, Păduri aluvionare cu Alnus glutinosa și Fraxinus excelsior (Alno-Padion, Alnion incanae, Salicion albae), Pajiști cu Molinia pe soluri calcaroase, turboase sau argilos-nămoloase (Molinion caeruleae), Păduri de Quercus suber, Pajiști uscate europene, Pseudostepă cu ierburi și specii anuale de Thero-Brachypodietea.
La baza desemnării sitului se află mai multe specii protejate:
- plante (5): Festuca elegans, Festuca summilusitana, Narcissus asturiensis, Narcissus pseudonarcissus subsp. nobilis, Prunus lusitanica subsp. azorica
- păsări (53): vulturul negru (Aegypius monachus), ciocârlie-de-câmp (Alauda arvensis), pescăruș albastru (Alcedo atthis), fâsă-de-câmp (Anthus campestris), lăstunul mare (Apus apus), acvilă de munte (Aquila chrysaetos), caprimulg (Caprimulgus europaeus), Caprimulgus ruficollis, barză albă (Ciconia ciconia), barză neagră (Ciconia nigra), șerpar (Circaetus gallicus), erete vânăt (Circus cyaneus), erete cenușiu (Circus pygargus), dumbrăveancă (Coracias garrulus), cuc (Cuculus canorus), lăstun de casă (Delichon urbica), presură de grădină (Emberiza hortulana), șoim călător (Falco peregrinus), șoimul rândunelelor (Falco subbuteo), Galerida theklae, vulturul pleșuv sur (Gyps fulvus), acvilă pitică (Hieraaetus pennatus), Hippolais polyglotta, rândunică roșcată (Hirundo daurica), rândunică (Hirundo rustica), sfrâncioc cu cap roșu (Lanius senator), ciocârlie de pădure (Lullula arborea), privighetoare (Luscinia megarhynchos), ciocârlie de bărăgan (Melanocorypha calandra), prigoare (Merops apiaster), gaia neagră (Milvus migrans), gaia roșie (Milvus milvus), mierlă de piatră (Monticola saxatilis), codobatură galbenă (Motacilla alba), vultur egiptean (Neophron percnopterus), pietrar mediteranean (Oenanthe hispanica), pietrar sur (Oenanthe oenanthe), grangur (Oriolus oriolus), ciuf-pitic (Otus scops), viespar (Pernis apivorus), codroșul de pădure (Phoenicurus phoenicurus), pitulice de munte (Phylloscopus bonelli), pitulice de munte (Phylloscopus collybita), Phylloscopus ibericus, Pyrrhocorax pyrrhocorax, aușel sprâncenat (Regulus ignicapilla), aușel cu cap galben (Regulus regulus), silvie de zăvoi (Sylvia borin), silvie roșcată (Sylvia cantillans), silvie de câmp (Sylvia communis), silvie de tufiș (Sylvia undata), Tachymarptis melba, călifar roșu (Tadorna ferruginea)
- amfibieni (1): Discoglossus galganoi
- mamifere (15): liliac cârn (Barbastella barbastellus), lupul (Canis lupus), Galemys pyrenaicus, vidră de râu (Lutra lutra), râs iberic (Lynx pardinus), Microtus cabrerae, liliac cu aripi lungi (Miniopterus schreibersii), liliac cu urechi mari (Myotis bechsteinii), liliac cu urechi de șoarece (Myotis blythii), liliac cărămiziu (Myotis emarginatus), liliac comun (Myotis myotis), liliacul mediteranean cu potcoavă (Rhinolophus euryale), liliacul mare cu potcoavă (Rhinolophus ferrumequinum), liliacul mic cu potcoavă (Rhinolophus hipposideros), liliacul cu potcoavă a lui méhely (Rhinolophus mehelyi)
- nevertebrate (2): fluturele auriu (Euphydryas aurinia), rădașcă (Lucanus cervus)
- pești (4): Cobitis paludica, Luciobarbus comizo, Pseudochondrostoma polylepis, Rutilus alburnoides
- reptile (3): țestoasa de baltă (Emys orbicularis), Lacerta schreiberi, Mauremys leprosa

Pe lângă speciile protejate, pe teritoriul sitului au mai fost identificate 13 specii de păsări, 1 specie de reptile.